# Milena Sidorova
Milena Sidorova (Kiev, 13 december 1986) is een Oekraïens-Nederlandse choreograaf, vooral bekend van haar choreografie The Spider en een rol als menselijke spin in de met Oscars bekroonde sciencefictionfilm Dune (2021). Ze is als voormalig balletdanser en Young Creative Associate (choreograaf) verbonden aan Het Nationale Ballet.

## Opleiding en danscarrière
Sidorova werd geboren in Kiev en begon op driejarige leeftijd met dansen. Ze volgde haar opleiding aan de Kiev State Ballet School en studeerde cum laude af aan de Royal Ballet School in Londen, waar ze werd opgeleid in dans en choreografie.
Met haar eigen choreografieën nam Sidorova op jonge leeftijd deel aan internationale danswedstrijden. Ze won de derde prijs op de Moscow International Ballet Competition en de eerste prijs op het International Youth Ballet Festival in Kiev. In 2002 won ze de prestigieuze Prix de Lausanne en kreeg ze bij dezelfde competitie de publieksprijs. Voor haar bijdrage aan de kunst en cultuur van Oekraïne ontving ze de nationale 'Persoon van het jaar'-prijs.
In 2005 trad Sidorova toe tot Het Nationale Ballet, waar ze van 2013 tot 2022 danste in de rang van grand sujet. Ze werkte met vooraanstaande choreografen, waaronder David Dawson, Christopher Wheeldon, Alexei Ratmansky, Hans van Manen, William Forsythe, Krzysztof Pastor, Shen Wei en Sidi Larbi Cherkaoui.

## Carrière als choreograaf
Milena Sidorova is vooral bekend van The Spider, een korte choreografie die ze op 13-jarige leeftijd creëerde. Het werk vereist een uitzonderlijke flexibiliteit van de heupen en simuleert op muziek van Edvard Grieg de bewegingen van een spin. De choreografie werd een internethit en werd alleen al op YouTube meer dan 15 miljoen keer bekeken.
Haar choreografieën A.I. en SAND, die in 2018 in première gingen bij Het Nationale Ballet, werden geselecteerd voor International Draft Works 2019 in het Royal Opera House. Sidorova ontving twee Critics' Choice-prijzen van het tijdschrift Dance Europe: New Name to Watch (2018) en Best Premiere (2019). In New York creëerde ze een nieuw duet als onderdeel van een fellowship voor vrouwelijke leiders in dans bij The Centre for Ballet and the Arts.
In 2019 maakte ze een choreografie voor Kriebel, een productie voor jonge kinderen van jeugdmuziekgezelschap Oorkaan, De Nationale Opera en Philharmonie Luxemburg. In 2020 ontving het werk de internationale YAM Award met specifieke lof voor de "vele mooie ideeën en geweldige bewegingen" met artiesten die "zo bedreven zijn op alle gebieden, dansbewegingen, het navigeren over het podium en communiceren".
Tijdens de eerste Nederlandse coronalockdown van 2020 creëerde Sidorova Hold On op het gelijknamige nummer van de Nederlandse rockband DI-RECT. De video, gemaakt met Zoom en vanuit huis gefilmd door dansers van Het Nationale Ballet, werd een internethit die veelvuldig werd bekeken op YouTube. In september 2020 creëerde ze het veelgeprezen groepswerk Reset. Kort daarna benoemde Het Nationale Ballet haar tot Young Creative Associate. Het is voor het eerst in de geschiedenis van het gezelschap dat een actieve danser een officiële aanstelling krijgt als choreograaf.

## Choreografieën
Sidorova maakte al meer dan twintig choreografieën, voornamelijk voor Het Nationale Ballet en zijn Junior Company.
- Regnum (2022)
- Bloom (2022)
- Rose (2021)
- Reset (2020)
- Hold On (2020)
- Kriebel (2019)
- A.I. (2018)
- SAND (2018)
- Withdrawn (2017)
- Number 9, Waltz-ish (2016)
- Number 8, Waltz-ish (2015)
- 3D Tango (2015)
- Number 6, Waltz-ish (2015)
- Sinners' ball (2014)
- Duet for her... (2014)
- Number 10, Waltz-ish (2014)
- Subvocal (2011)
- Maria y Angela Malagueña (2011)
- Without and with out (2010)
- Etude for the left leg (2009)
- Kostadinka (2008)
- The Naked Truth (2006, adapted for duo)
- Reality conundrum (2004)
- The Naked Truth (2001)
- Full Moon (2001)
- The Spider (2000)